# Ramasse

Ramasse este o comună în departamentul Ain din estul Franței.